# Châu Thái
Châu Thái là một xã thuộc huyện Quỳ Hợp, tỉnh Nghệ An, Việt Nam.
Xã có diện tích 76,1 km², dân số năm 1999 là 6380 người, mật độ dân số đạt 84 người/km².